# Bahnstrecke Wiesmühl–Tittmoning
| |                      |                                                    |                            |
| Streckennummer (DB): | 5724                 |                                                    |                            |
| Kursbuchstrecke (DB): | 427r (1949)          |                                                    |                            |
| Kursbuchstrecke: | 427k (1946)          |                                                    |                            |
| Streckenlänge: | 5,98 km              |                                                    |                            |
| Spurweite: | 1435 mm (Normalspur) |                                                    |                            |
| |                      |                                                    |                            |
| \| \| \| von Freilassing \| \| \| \| \| \| \| \| \| 0,000 \| Wiesmühl (b Tittmoning) heute: Tittmoning-Wiesmühl \| 430 m \| \| \| \| \| \| \| \| \| nach Mühldorf \| \| \| \| 2,000 \| Kay (vor 1935 aufgelassen) \| Kay (vor 1935 aufgelassen) \| \| \| 3,850 \| Kirchheim (Oberbay) \| Kirchheim (Oberbay) \| \| \| 5,975 \| Tittmoning \| 383 m \| \| \| \| \| \| \| Quellen: [1][2][3][4] \| \| \| \| |                      |                                                    |                            |
| Strecke |                      | von Freilassing                                    | von Freilassing            |
| |                      |                                                    |                            |
| Bahnhof | 0,000                | Wiesmühl (b Tittmoning) heute: Tittmoning-Wiesmühl | 430 m                      |
| |                      |                                                    |                            |
| Abzweig nach links |                      | nach Mühldorf                                      | nach Mühldorf              |
| Haltepunkt / Haltestelle (Strecke außer Betrieb) | 2,000                | Kay (vor 1935 aufgelassen)                         | Kay (vor 1935 aufgelassen) |
| Haltepunkt / Haltestelle (Strecke außer Betrieb) | 3,850                | Kirchheim (Oberbay)                                | Kirchheim (Oberbay)        |
| Kopfbahnhof Streckenende (Strecke außer Betrieb) | 5,975                | Tittmoning                                         | 383 m                      |
| |                      |                                                    |                            |
| Quellen: |                      |                                                    |                            |

Die Bahnstrecke Wiesmühl–Tittmoning war eine Nebenbahn in Bayern. Sie zweigte in Wiesmühl von der Bahnstrecke Mühldorf–Freilassing ab und führte nach Tittmoning.

## Geschichte

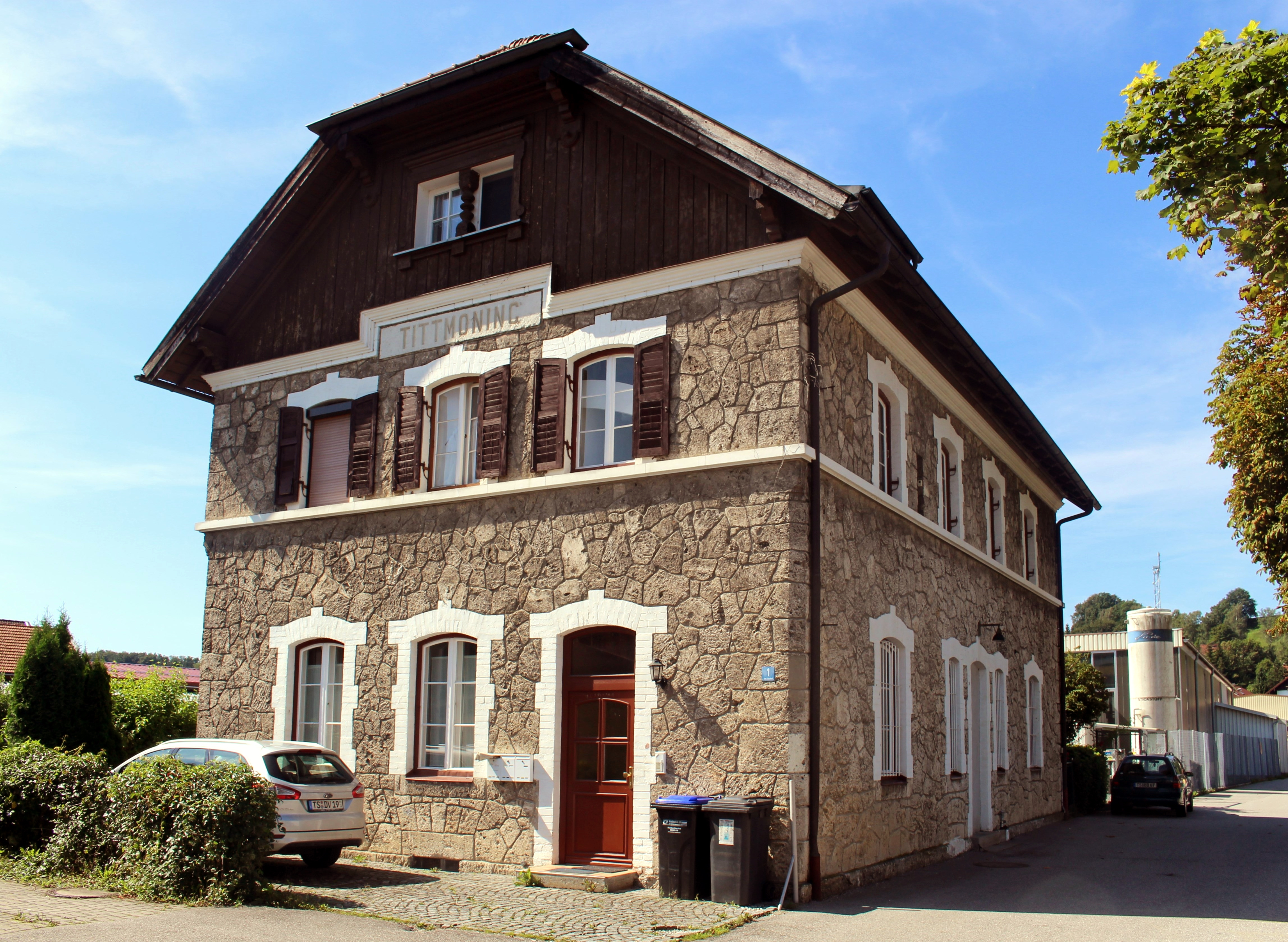
Bahnhof Tittmoning (2016)

Die Bahnstrecke Wiesmühl–Tittmoning war ursprünglich Teil der Lokalbahn Freilassing–Tittmoning. Sie ging am 1. Mai 1894 mit der Eröffnung des Streckenabschnitts Laufen–Tittmoning vollständig in Betrieb. Im Zusammenhang mit dem Bau der Tauernbahn in Österreich bauten die Königlich Bayerischen Staatseisenbahnen die Lokalbahn bis 1908 zur Hauptbahn aus und erweiterten sie ab Wiesmühl in Richtung Mühldorf. Die restliche Strecke Wiesmühl–Tittmoning blieb fortan als Zweigstrecke weiter in Betrieb.
Der Sommerfahrplan 1939 verzeichnete werktags sieben Personenzugpaare zwischen Wiesmühl und Tittmoning, sonntags kam ein weiteres hinzu. Die Fahrzeit betrug 14 Minuten Richtung Tittmoning und 16 Minuten in der Gegenrichtung. In Wiesmühl hatten die meisten Züge jeweils Anschluss nach Salzburg und Mühldorf.
Am 27. September 1969 wurde der Personenverkehr eingestellt. Am 28. Mai 1978 wurde die Strecke stillgelegt, der verbliebene Güterverkehr endete am 31. Juli 1981. Dieser bediente zuletzt nur noch ein Stahlbauunternehmen in Tittmoning mit unregelmäßigen Fahrten. In der Folge wurde die Strecke abgebaut.
Die ehemalige Bahntrasse wird heute zum Teil als kombinierter Fuß- und Radweg genutzt. Teilweise ist die Trasse allerdings nur noch schwer auszumachen.

## Fahrzeugeinsatz
Die Königlich Bayerischen Staatseisenbahnen setzten anfangs vor allem die Lokalbahn-Tenderlokomotiven der Gattungen D VII und BB II, später auch Ptl 2/2 „Glaskasten“ und GtL 4/4 auf der Strecke ein, die jeweils im Bahnbetriebswerk Freilassing beheimatet waren. Später wurden auch Loks der Pt 2/3 eingesetzt, welche ihrerseits bei der Deutschen Bundesbahn durch Schienenbusse der Baureihen VT 95 und VT 98 ersetzt wurden, die allerdings wegen des geringen Fahrgastaufkommens meist ohne Beiwagen fuhren. Diese dienten zeitweise auch als Schlepptriebwagen für den immer spärlicher werdenden Güterverkehr, wobei 50 Tonnen Anhängelast zugelassen waren. Die Güterzüge in den letzten Betriebsjahren wurden mit Diesellokomotiven der DB-Baureihe 260 befördert.